# 北村宗四郎
北村 宗四郎（きたむら そうじろう、1870年11月12日（明治3年10月19日） - 1935年（昭和10年）9月23日）は、明治から昭和時代戦前の政治家・実業家・醸造家。貴族院多額納税者議員。幼名は要蔵。吉野木材銀行取締役、北村林業社長、吉野銀行取締役。

## 経歴
奈良県吉野郡上市町（現吉野町）出身。北村宗作の長男として生まれ、1898年（明治31年）7月、家督を相続し幼名を改める。1892年（明治25年）第三高等中学校予科卒業。
1901年（明治34年）以降、上市町会議員、大日本山林会評議員、帝国森林会理事などのほか、吉野銀行、吉野鉄道各取締役を務めた。ほか、酒造業を営み、北村宗四郎商店代表社員、北村林業社長を歴任した。
1925年（大正14年）9月には奈良県多額納税者として貴族院議員に互選され、同年9月29日に就任し1932年（昭和7年）9月28日まで務めた。

## 親族
- 妻：ユキ（和歌山県多額納税者・木下伊平妹）[1][6]
- 二男：吉之助（北村酒造社長）[3]・妻淑子（朝来銀行頭取・田治米吉郞右衛門長女）[4][7]
  - 長男：精一郎（北村酒造社長）・妻妻：野田敦子（貴族院議員野田六左衛門二女）[3]
    - 長男：豊一郎
    - 長女：千枝子（矢橋大理石社長矢橋修太郎の妻）[3]
- 三男：範次（和歌山林材専務、北村林業常務、和歌山木材倉庫取締役）[3]・妻富美（衆議院議員・鎌田三郎兵衛長女）[4]

親戚
- 北村又左衛門 (1873年生の林業家)（林業家、資産家奈良県多額納税者、大地主）
  - 長男：又左衛門（北村林業会長、帝国議会衆議院議員、全国林業組合長）
  - 二男：謹次郎（茶人、実業家、北村林業取締役、北村文華財団理事長、北村文華財団が運営する北村美術館は謹次郎が収集した茶道具・古美術品を保存している）[8]
  - 三男：勝三郎